# Markus Kündig

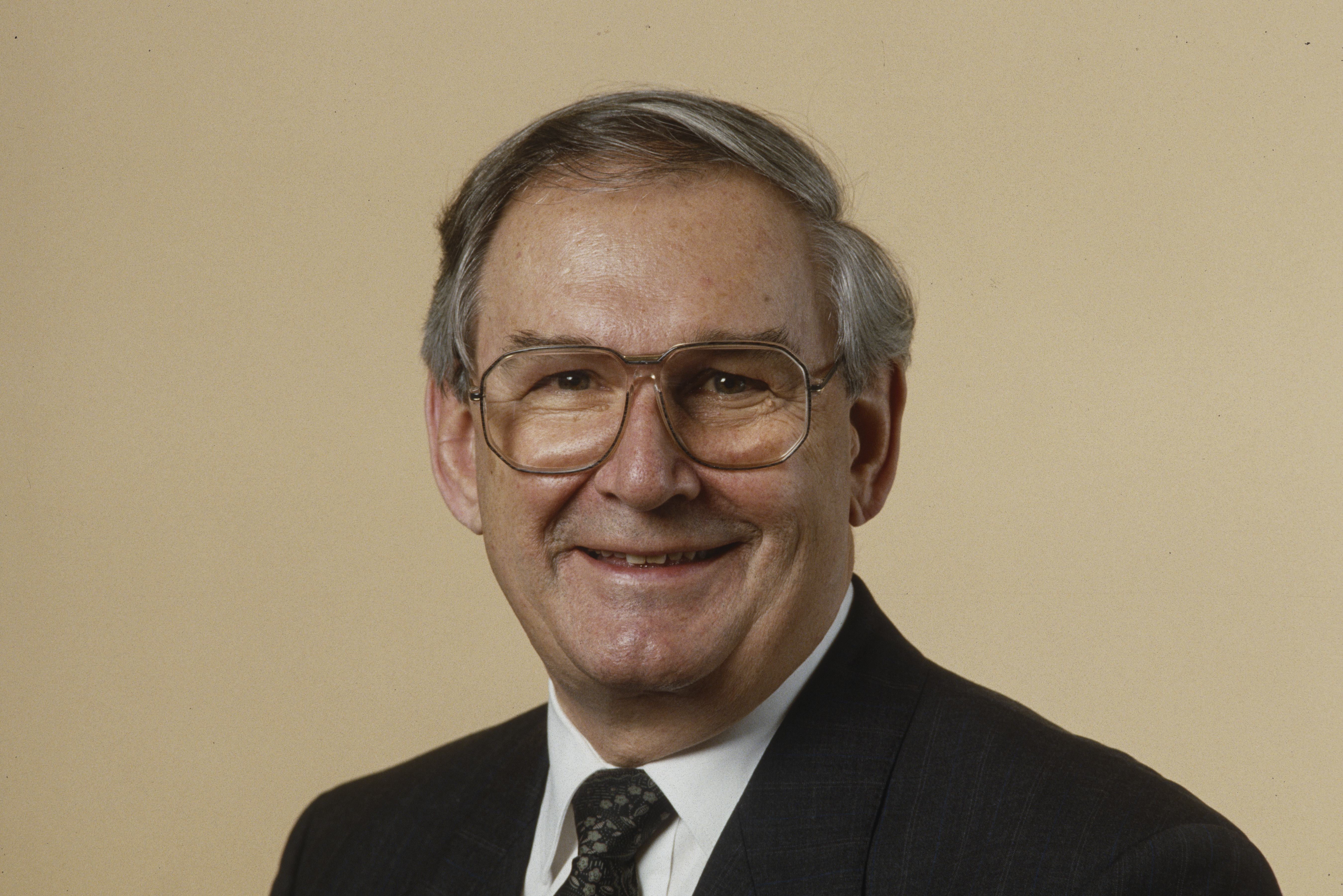
Markus Kündig (1992)

Markus Kündig (* 12. Oktober 1931 in Zug; † 13. November 2011; heimatberechtigt in Sarmenstorf) war ein Schweizer Unternehmer, Verbandsfunktionär und Politiker (CVP).

## Leben und Wirken
Kündig wurde geboren als Sohn des Druckereibesitzers, langjährigen Präsidenten des Zuger Gewerbeverbands und konservativen Politikers Josef Kündig. Er besuchte das Gymnasium in Zug und Stans, die Handelsschule in Freiburg und die Kunstgewerbeschule Zürich. Kündig liess sich in Zürich, England und Deutschland zum Buchdrucker ausbilden. Ab 1956 arbeitete er im Unternehmen seines Vaters, das er 1964 übernahm und bis 1999 führte.
Er war von 1978 bis 1987 Präsident des Verbands Graphischer Unternehmen und von 1984 bis 1998 des Verbands Schweizer Werbewirtschaft. Von 1982 bis 1991 präsidierte er den Schweizerischen Gewerbeverband. Kündig gehörte von 1982 bis 2002 dem Verwaltungsrat der Schweizerischen Bankgesellschaft bzw. der UBS an. Von 1983 bis 1998 war er Verwaltungsrat der Zürich Versicherungs-Gesellschaft. In den 1990er Jahren war Kündig massgeblich beteiligt an der Fusion der drei Luzerner Tageszeitungen zur Neuen Luzerner Zeitung.
Kündig gehörte von 1963 bis 1974 dem Gemeinderat der Stadt Zug an, den er 1971/72 präsidierte. Von 1975 bis 1988 war er Zuger Kantonsrat. Vom 4. März 1974 bis zum 16. Dezember 1994 war Kündig Ständerat des Kantons Zug. Er war Präsident der ständerätlichen Kommission zur Ausarbeitung des Gesetzes über die berufliche Vorsorge. Im Amtsjahr 1984/1985 präsidierte er den Ständerat.